# A Szovjetunió az 1960. évi téli olimpiai játékokon
A Szovjetunió az egyesült államokbeli Squaw Valleyben megrendezett 1960. évi téli olimpiai játékok egyik részt vevő nemzete volt. Az országot az olimpián 8 sportágban 62 sportoló képviselte, akik összesen 21 érmet szereztek.

## Érmesek
| Érem  | Versenyző | Sportág          | Versenyszám                  |
| ----- | --- | ---------------- | ---------------------------- |
| Arany | Jevgenyij Grisin | Gyorskorcsolya   | Férfi 500 m                  |
| Arany | Jevgenyij Grisin | Gyorskorcsolya   | Férfi 1500 m                 |
| Arany | Viktor Koszicskin | Gyorskorcsolya   | Férfi 5000 m                 |
| Arany | Klara Guszeva | Gyorskorcsolya   | Női 1000 m                   |
| Arany | Ligyija Szkoblikova | Gyorskorcsolya   | Női 1500 m                   |
| Arany | Ligyija Szkoblikova | Gyorskorcsolya   | Női 3000 m                   |
| Arany | Marija Guszakova | Sífutás          | Női 10 km                    |
| Ezüst | Viktor Koszicskin | Gyorskorcsolya   | Férfi 10 000 m               |
| Ezüst | Natalja Doncsenko | Gyorskorcsolya   | Női 500 m                    |
| Ezüst | Valentyina Sztyenyina | Gyorskorcsolya   | Női 3000 m                   |
| Ezüst | Ljubov Kozireva | Sífutás          | Női 10 km                    |
| Ezüst | Ragyja Jerosina Marija Guszakova Ljubov Kozireva | Sífutás          | Női 3 × 5 km váltó           |
| Bronz | Alekszandr Privalov | Biatlon          | Férfi 20 km egyéni indításos |
| Bronz | Nyikolaj Guszakov | Északi összetett | Egyéni                       |
| Bronz | Rafael Gracs | Gyorskorcsolya   | Férfi 500 m                  |
| Bronz | Borisz Sztyenyin | Gyorskorcsolya   | Férfi 1500 m                 |
| Bronz | Tamara Rilova | Gyorskorcsolya   | Női 1000 m                   |
| Bronz | Nemzeti válogatott Venyiamin Alekszandrov Alekszandr Almetov Jurij Baulin Mihail Bicskov Jurij Cicinov Vlagyimir Grebennyikov Jevgenyij Grosev Viktor Jakusev Jevgenyij Jorkin Nyikolaj Karpov Alfred Kucsevszkij Konsztantyin Loktyev Sztanyiszlav Petuhov Viktor Prjazsnyikov Nyikolaj Pucskov Genrih Szidorenkov Nyikolaj Szologubov | Jégkorong        | Férfi                        |
| Bronz | Nyikolaj Anyikin | Sífutás          | Férfi 30 km                  |
| Bronz | Anatolij Seljuhin Gennagyij Vaganov Alekszej Kuznyecov Nyikolaj Anyikin | Sífutás          | Férfi 4 × 10 km váltó        |
| Bronz | Ragyja Jerosina | Sífutás          | Női 10 km                    |

## Alpesisí
Női
| Versenyző                    | Versenyszám      | 1. futam | 1. futam | 2. futam | 2. futam | Összesítés | Összesítés |
| Versenyző                    | Versenyszám      | Idő      | Hely.    | Idő      | Hely.    | Idő        | Helyezés   |
| ---------------------------- | ---------------- | -------- | -------- | -------- | -------- | ---------- | ---------- |
| Sztalina Gyemidova-Korzuhina | Lesiklás         |          |          |          |          | 1:46,5     | 19.        |
| Sztalina Gyemidova-Korzuhina | Műlesiklás       | 58,5     | 9.*      | 59,9     | 12.*     | 1:58,4     | 7.         |
| Sztalina Gyemidova-Korzuhina | Óriás-műlesiklás |          |          |          |          | 1:45,7     | 21.*       |
| Jevgenyija Kabina            | Lesiklás         |          |          |          |          | 1:46,7     | 20.        |
| Jevgenyija Kabina            | Műlesiklás       | 1:03,3   | 26.      | 1:01,0   | 17.      | 2:04,3     | 18.        |
| Jevgenyija Kabina            | Óriás-műlesiklás |          |          |          |          | 1:50,0     | 31.        |
| Ljubov Volkova               | Lesiklás         |          |          |          |          | 1:49,2     | 23.        |
| Ljubov Volkova               | Műlesiklás       | 1:00,8   | 20.      | 1:16,5   | 33.      | 2:17,3     | 30.        |
| Ljubov Volkova               | Óriás-műlesiklás |          |          |          |          | 1:48,9     | 30.        |

* - egy másik versenyzővel azonos eredményt ért el

## Biatlon
| Versenyző           | Lövőhiba | Időeredmény | Helyezés |
| ------------------- | -------- | ----------- | -------- |
| Vlagyimir Melanyjin | 4        | 1:35:42,4   | 4.       |
| Alekszandr Privalov | 3        | 1:34:54,2   |          |
| Valentyin Psenyicin | 3        | 1:36:45,8   | 5.       |
| Dmitrij Szokolov    | 5        | 1:38:16,7   | 6.       |

## Északi összetett
| Versenyző         | Síugrás  | Síugrás  | Síugrás  | Síugrás  | Síugrás  | Síugrás  | Síugrás | Síugrás | Sífutás   | Sífutás | Sífutás | Összesítés | Összesítés |
| Versenyző         | 1. ugrás | 1. ugrás | 2. ugrás | 2. ugrás | 3. ugrás | 3. ugrás | Össz.   | Össz.   | Sífutás   | Sífutás | Sífutás | Összesítés | Összesítés |
| Versenyző         | Távolság | Pont     | Távolság | Pont     | Távolság | Pont     | Pont    | Hely.   | Idő       | Pont    | Hely.   | Pont       | Helyezés   |
| ----------------- | -------- | -------- | -------- | -------- | -------- | -------- | ------- | ------- | --------- | ------- | ------- | ---------- | ---------- |
| Leonyid Fjodorov  | 55,0     | (91,5)   | 62,0     | 100,5    | 62,5     | 101,5    | 202,0   | 17.**   | 1:02:13,1 | 225,548 | 15.     | 427,548    | 16.        |
| Nyikolaj Guszakov | 62,5     | 104,5    | 64,5     | (102,5)  | 66,0     | 107,5    | 212,0   | 10.*    | 58:29,4   | 240,000 | 1.      | 452,000    |            |
| Dmitrij Kocskin   | 64,0     | 109,5    | 64,5     | (105,0)  | 67,0     | 110,0    | 219,5   | 2.      | 1:01:32,1 | 228,194 | 11.     | 447,694    | 5.         |
| Mihail Prjakin    | 54,5     | (91,0)   | 59,5     | 98,5     | 62,0     | 102,0    | 200,5   | 21.     | 1:00:25,7 | 232,452 | 9.      | 432,952    | 12.        |

* - egy másik versenyzővel azonos eredményt ért el

** - két másik versenyzővel azonos eredményt ért el

## Gyorskorcsolya
Férfi
| Versenyző              | Versenyszám | Eredmény | Helyezés |
| ---------------------- | ----------- | -------- | -------- |
| Oleg Goncsarenko       | 5000 m      | 8:06,6   | 6.       |
| Rafael Gracs           | 500 m       | 40,4     |          |
| Jevgenyij Grisin       | 500 m       | 40,2     |          |
| Jevgenyij Grisin       | 1500 m      | 2:10,4   | *        |
| Viktor Koszicskin      | 5000 m      | 7:51,3   |          |
| Viktor Koszicskin      | 10 000 m    | 15:49,2  |          |
| Valerij Kotov          | 5000 m      | 8:05,4   | 5.       |
| Jurij Malisev          | 500 m       | 41,2     | 10.**    |
| Vlagyimir Silikovszkij | 10 000 m    | 17:13,9  | 20.      |
| Nikolajs Štelbaums     | 10 000 m    | kizárták | kizárták |
| Borisz Sztyenyin       | 1500 m      | 2:11,5   |          |
| Gennagyij Voronyin     | 500 m       | 40,7     | 5.       |
| Gennagyij Voronyin     | 1500 m      | 2:14,7   | 12.      |
| Lev Zajcev             | 1500 m      | 2:22,1   | 31.*     |

Női
| Versenyző             | Versenyszám | Eredmény | Helyezés |
| --------------------- | ----------- | -------- | -------- |
| Natalja Doncsenko     | 500 m       | 46,0     |          |
| Klara Guszeva         | 500 m       | 46,8     | 6.*      |
| Klara Guszeva         | 1000 m      | 1:34,1   |          |
| Klara Guszeva         | 1500 m      | 2:28,7   | 4.       |
| Tamara Rilova         | 500 m       | 46,2     | 4.       |
| Tamara Rilova         | 1000 m      | 1:34,8   |          |
| Tamara Rilova         | 3000 m      | 5:30,0   | 9.       |
| Valentyina Sztyenyina | 1500 m      | 2:29,2   | 5.       |
| Valentyina Sztyenyina | 3000 m      | 5:16,9   |          |
| Ligyija Szkoblikova   | 1000 m      | 1:35,3   | 4.       |
| Ligyija Szkoblikova   | 1500 m      | 2:25,2   |          |
| Ligyija Szkoblikova   | 3000 m      | 5:14,3   |          |

## Jégkorong
| Szovjet férfi jégkorongcsapat-játékoskeret                                                                             | Szovjet férfi jégkorongcsapat-játékoskeret                                                                           | Szovjet férfi jégkorongcsapat-játékoskeret                                                                 |
| --- | --- | --- |
| - Venyiamin Alekszandrov - Alekszandr Almetov - Jurij Baulin - Mihail Bicskov - Jurij Cicinov - Vlagyimir Grebennyikov | - Jevgenyij Grosev - Viktor Jakusev - Jevgenyij Jorkin - Nyikolaj Karpov - Alfred Kucsevszkij - Konsztantyin Loktyev | - Sztanyiszlav Petuhov - Viktor Prjazsnyikov - Nyikolaj Pucskov - Genrih Szidorenkov - Nyikolaj Szologubov |

### Eredmények
Csoportkör
B csoport
| Csapat                | M | Gy | D | V | G+ | G– | Gk  | P |
| --------------------- | - | -- | - | - | -- | -- | --- | - |
| Szovjetunió           | 2 | 2  | 0 | 0 | 16 | 4  | +12 | 4 |
| Egyesült Német Csapat | 2 | 1  | 0 | 1 | 4  | 9  | –5  | 2 |
| Finnország            | 2 | 0  | 0 | 2 | 5  | 12 | –7  | 0 |

| 1960. február 19. | Szovjetunió (URS) | 8 – 0 (3–0, 3–0, 2–0) | Egyesült Német Csapat | Squaw Valley |

|  |  |  |  |  |
|  |  |  |  |  |
|  |  |  |  |  |
|  |  |  |  |  |

| 1960. február 20. | Szovjetunió (URS) | 8 – 4 (2–1, 4–0, 2–3) | Finnország | Squaw Valley |

|  |  |  |  |  |
|  |  |  |  |  |
|  |  |  |  |  |
|  |  |  |  |  |

Döntő csoportkör
| 1960. február 22. | Szovjetunió (URS) | 8 – 5 (3–2, 2–1, 3–2) | Csehszlovákia | Squaw Valley |

|  |  |  |  |  |
|  |  |  |  |  |
|  |  |  |  |  |
|  |  |  |  |  |

| 1960. február 24. | Szovjetunió (URS) | 2 – 2 (0–0, 0–0, 2–2) | Svédország | Squaw Valley |

|  |  |  |  |  |
|  |  |  |  |  |
|  |  |  |  |  |
|  |  |  |  |  |

| 1960. február 25. | Szovjetunió (URS) | 7 – 1 (0–1, 4–0, 3–0) | Egyesült Német Csapat | Squaw Valley |

|  |  |  |  |  |
|  |  |  |  |  |
|  |  |  |  |  |
|  |  |  |  |  |

| 1960. február 27. | Egyesült Államok (USA) | 3 – 2 (1–2, 1–0, 1–0) | Szovjetunió | Squaw Valley |

|  |  |  |  |  |
|  |  |  |  |  |
|  |  |  |  |  |
|  |  |  |  |  |

| 1960. február 28. | Kanada (CAN) | 8 – 5 (3–0, 1–3, 4–2) | Szovjetunió | Squaw Valley |

|  |  |  |  |  |
|  |  |  |  |  |
|  |  |  |  |  |
|  |  |  |  |  |

Végeredmény
| Csapat                | M | Gy | D | V | G+ | G– | Gk  | P  |
| --------------------- | - | -- | - | - | -- | -- | --- | -- |
| Egyesült Államok      | 5 | 5  | 0 | 0 | 29 | 11 | +18 | 10 |
| Kanada                | 5 | 4  | 0 | 1 | 31 | 12 | +19 | 8  |
| Szovjetunió           | 5 | 2  | 1 | 2 | 24 | 19 | +5  | 5  |
| Csehszlovákia         | 5 | 2  | 0 | 3 | 21 | 23 | –2  | 4  |
| Svédország            | 5 | 1  | 1 | 3 | 19 | 19 | 0   | 3  |
| Egyesült Német Csapat | 5 | 0  | 0 | 5 | 5  | 45 | –40 | 0  |

| Csapat      | Helyezés |
| ----------- | -------- |
| Szovjetunió |          |

## Műkorcsolya
| Versenyző                           | Versenyszám | Helyezési pontszámok bírónként | Helyezési pontszámok bírónként | Helyezési pontszámok bírónként | Helyezési pontszámok bírónként | Helyezési pontszámok bírónként | Helyezési pontszámok bírónként | Helyezési pontszámok bírónként | Több. hely. száma | Több. hely. össz. | Hely. össz. | Pont | Helyezés |
| Versenyző                           | Versenyszám | 1                              | 2                              | 3                              | 4                              | 5                              | 6                              | 7                              | Több. hely. száma | Több. hely. össz. | Hely. össz. | Pont | Helyezés |
| ----------------------------------- | ----------- | ------------------------------ | ------------------------------ | ------------------------------ | ------------------------------ | ------------------------------ | ------------------------------ | ------------------------------ | ----------------- | ----------------- | ----------- | ---- | -------- |
| Nyina Zsuk Sztanyiszlav Zsuk        | Páros       | 7,0                            | 6,0                            | 5,0                            | 5,0                            | 5,0                            | 5,0                            | 5,0                            | 5×5+              | 25,0              | 38,0        | 72,3 | 6.       |
| Ljudmila Belouszova Oleg Protopopov | Páros       | 6,0                            | 9,0                            | 9,5                            | 10,0                           | 11,0                           | 8,0                            | 7,0                            | 4×9+              | 30,0              | 60,5        | 68,6 | 9.       |

## Sífutás
Férfi
| Versenyző                                                               | Versenyszám     | Eredmény  | Helyezés |
| ----------------------------------------------------------------------- | --------------- | --------- | -------- |
| Nyikolaj Anyikin                                                        | 15 km           | 52:55,0   | 10.      |
| Nyikolaj Anyikin                                                        | 30 km           | 1:52:28,2 |          |
| Nyikolaj Anyikin                                                        | 50 km           | 3:10:13,9 | 13.      |
| Alekszandr Gubin                                                        | 15 km           | 53:29,1   | 15.      |
| Alekszej Kuznyecov                                                      | 30 km           | 1:54:23,9 | 8.       |
| Alekszej Kuznyecov                                                      | 50 km           | 3:11:47,0 | 15.      |
| Ivan Ljubimov                                                           | 50 km           | 3:25:06,4 | 19.      |
| Pavel Morscsinyin                                                       | 15 km           | 53:36,6   | 16.      |
| Anatolij Seljuhin                                                       | 30 km           | 1:58:21,3 | 15.      |
| Gennagyij Vaganov                                                       | 15 km           | 52:18,0   | 4.*      |
| Gennagyij Vaganov                                                       | 30 km           | 1:52:49,2 | 4.       |
| Gennagyij Vaganov                                                       | 50 km           | 3:05:27,6 | 7.       |
| Anatolij Seljuhin Gennagyij Vaganov Alekszej Kuznyecov Nyikolaj Anyikin | 4 × 10 km váltó | 2:21:21,6 |          |

Női
| Versenyző                                        | Versenyszám    | Eredmény  | Helyezés |
| ------------------------------------------------ | -------------- | --------- | -------- |
| Marija Guszakova                                 | 10 km          | 39:46,6   |          |
| Ragyja Jerosina                                  | 10 km          | 40:06,0   |          |
| Alevtyina Kolcsina                               | 10 km          | 40:12,6   | 4.       |
| Ljubov Kozireva                                  | 10 km          | 40:04,2   |          |
| Ragyja Jerosina Marija Guszakova Ljubov Kozireva | 3 × 5 km váltó | 1:05:02,6 |          |

* - egy másik versenyzővel azonos eredményt ért el

## Síugrás
| Versenyző           | 1. ugrás | 1. ugrás | 1. ugrás | 2. ugrás | 2. ugrás | 2. ugrás | Összesítés | Összesítés |
| Versenyző           | Távolság | Pont     | Hely.    | Távolság | Pont     | Hely.    | Pont       | Helyezés   |
| ------------------- | -------- | -------- | -------- | -------- | -------- | -------- | ---------- | ---------- |
| Leonyid Fjodorov    | 83,0     | 97,2     | 26.      | 73,0     | 95,9     | 33.      | 193,1      | 27.        |
| Nyikolaj Kamenszkij | 90,5     | 110,2    | 3.       | 79,0     | 106,7    | 7.**     | 216,9      | 4.         |
| Nyikolaj Samov      | 85,5     | 103,2    | 15.      | 80,5     | 107,4    | 6.       | 210,6      | 10.        |
| Koba Cakadze        | 89,0     | 107,0    | 7.       | 79,5     | 104,1    | 12.      | 211,1      | 9.         |

** - két másik versenyzővel azonos eredményt ért el